# Hanif Ramay
Hanif Ramay ou Haneef Ramay (en ourdou : محمد حنیف رامے), né en 1930 à Shimla et mort le 1er janvier 2006 à Lahore, est un intellectuel et homme politique pakistanais, membre du Parti du peuple pakistanais (PPP). 
Théoricien du socialisme islamique et influent dans les milieux intellectuels de Lahore, il participe à la fondation du PPP en 1967 suivant Zulfikar Ali Bhutto. Sous le gouvernement de ce dernier, il est notamment brièvement ministre en chef du Pendjab entre 1974 et 1975. Entre 1993 et 1996, il est président de l'Assemblée provinciale du Pendjab sous Benazir Bhutto.

## Carrière politique

### Fondation du Parti du peuple pakistanais

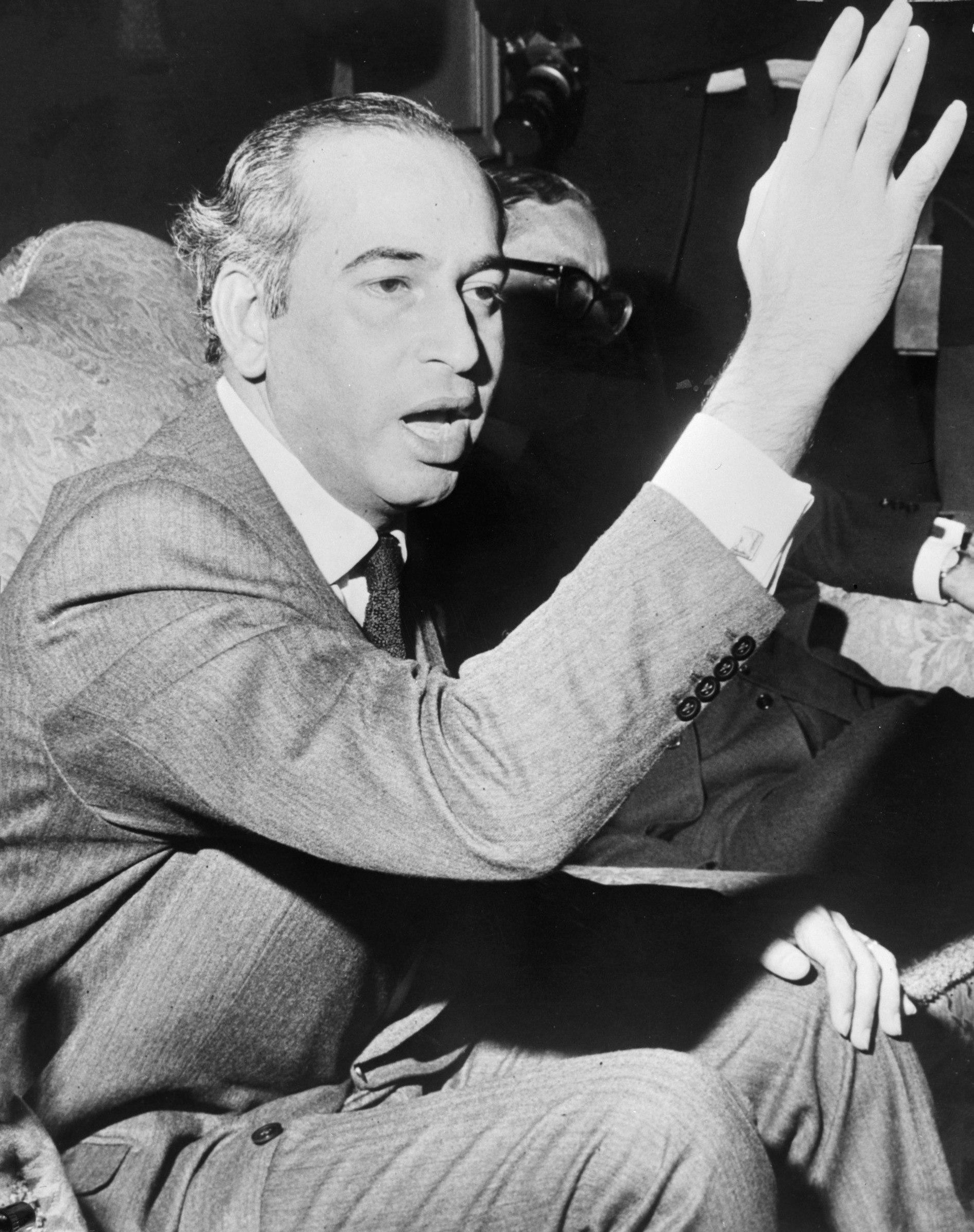
Zulfikar Ali Bhutto en 1971.

Actif dans les milieux intellectuels et universitaires de Lahore, Hanif Ramay est notamment poète, peintre et théoricien politique du socialisme islamique, cherchant à défendre les valeurs égalitaires contenues dans la tradition islamique. Il mène à ce titre un groupe d'intellectuels de la ville. 
Âgé d'une trentaine d'années, il se rapproche de Zulfikar Ali Bhutto qui vient de quitter le gouvernement de Muhammad Ayub Khan. Il participe à la fondation du Parti du peuple pakistanais en 1967, une formation socialiste qui se nourrit des théories de Hanif Ramay pour établir sa stratégie politique. Il participe notamment à la rédaction du programme politique. 

### Participation au pouvoir
Le Parti du peuple pakistanais arrive en tête des élections législatives de 1970 au Pakistan occidental, et domine donc l'Assemblée nationale après la guerre de libération du Bangladesh en 1971. Hanif Ramay devient ministre en chef du Pendjab, la province la plus peuplée du pays, le 15 mars 1974, mais ne reste en poste que durant seize mois, quittant son poste le 15 juillet 1975, alors que Zulfikar Ali Bhutto est Premier ministre. 
Il a également été président (speaker) de l'Assemblée provinciale du Pendjab entre 1993 et 1996, sous le second gouvernement de Benazir Bhutto, fille d'Ali Bhutto.

### Mort
Hanif Ramay meurt le 1er janvier 2006 à Lahore à l'âge de 75 ans. Il souffrait d'une pneumonie ainsi que d'insuffisances cardiaque et rénale. Il était hospitalisé depuis le 28 novembre 2005 après une chute à son domicile. 